# Браун (округ, Канзас)
Браун (англ. Brown County) — округ в штате Канзас, США. Официально образован 25 августа 1855 года. По состоянию на 2010 год, численность населения составляла 9 984 человека.

## География
По данным Бюро переписи США, общая площадь округа равняется 1 481,999 км2, из которых 1 478,037 км2 суша и 3,937 км2 или 0,270 % это водоёмы.

## Население
По данным переписи населения 2000 года в округе проживает 10 724 жителей в составе 4 318 домашних хозяйств и 2 949 семей. Плотность населения составляет 7,00 человек на км2. На территории округа насчитывается 4 815 жилых строений, при плотности застройки около 3,00-ти строений на км2. Расовый состав населения: белые — 86,87 %, афроамериканцы — 1,56 %, коренные американцы (индейцы) — 8,82 %, азиаты — 0,21 %, гавайцы — 0,01 %, представители других рас — 0,73 %, представители двух или более рас — 1,81 %. Испаноязычные составляли 0,00 % населения независимо от расы.
В составе 31,40 % из общего числа домашних хозяйств проживают дети в возрасте до 18 лет, 55,80 % домашних хозяйств представляют собой супружеские пары проживающие вместе, 9,20 % домашних хозяйств представляют собой одиноких женщин без супруга, 31,70 % домашних хозяйств не имеют отношения к семьям, 28,80 % домашних хозяйств состоят из одного человека, 15,70 % домашних хозяйств состоят из престарелых (65 лет и старше), проживающих в одиночестве. Средний размер домашнего хозяйства составляет 2,44 человека, и средний размер семьи 2,99 человека.
Возрастной состав округа: 26,40 % моложе 18 лет, 7,40 % от 18 до 24, 24,00 % от 25 до 44, 22,70 % от 45 до 64 и 22,70 % от 65 и старше. Средний возраст жителя округа 40 лет. На каждые 100 женщин приходится 93,50 мужчин. На каждые 100 женщин старше 18 лет приходится 89,80 мужчин.
Средний доход на домохозяйство в округе составлял 31 971 USD, на семью — 39 525 USD. Среднестатистический заработок мужчины был 29 163 USD против 19 829 USD для женщины. Доход на душу населения составлял 15 163 USD. Около 10,60 % семей и 12,90 % общего населения находились ниже черты бедности, в том числе — 16,40 % молодежи (тех, кому ещё не исполнилось 18 лет) и 11,80 % тех, кому было уже больше 65 лет.